# Municipio de Carrillo Puerto
El Municipio de Carrillo Puerto se encuentra en el estado de Veracruz, es uno de los 212 municipios de la entidad y tiene su ubicación en la zona centro. Está ubicado en las coordenadas 18°47” latitud norte y 96°34” longitud oeste.

## Toponimia
El nombre del municipio se debe a Felipe Carrillo Puerto y desde 1932 lleva este nombre en su honor.

## Geografía
El municipio lo conforman 96 localidades en las cuales habitan 16 996 personas.

### Localización
Ubicado en la zona centro del estado, zona montañosa denominada las Montañas entre los paralelos 18° 44’ y 18° 54’ de latitud norte y los meridianos 18° 44’ y 18° 54’ de longitud oeste, con una altitud entre los entre 10 y 300 m.

### Delimitación
Limita al norte con los municipios de Cotaxtla y Paso del Macho al sur con los municipios de Cuitláhuac y Cotaxtla, al este con los municipios de Cotaxtla y al oeste con los municipios de Cuitláhuac y Paso del Macho.

### Hidrografía
El territorio municipal se encuentra dentro de la cuenca del río Atoyac, irrigado por el río Paso Blanco y el mismo Atoyac, entre otros pequeños ríos tributarios.

## Clima
En el territorio municipal convergen dos tipos de climas distintos, el cálido subhúmedo con lluvias en verano, de humedad media en un 55.57% del territorio y el cálido subhúmedo con lluvias en verano, de mayor humedad con un 44.43% del territorio municipal.

## Fiestas
En el municipio se cuentan con numerosas fiestas, sobre todo de índole religiosa, 15 de mayo, en honor a San Isidro Labrador, el 25 de julio, la fiesta del Señor Santiago de Galicia, 22 de octubre, fiesta de San Rafael, todas estas en la localidad de Carrillo Puerto, cabecera municipal.

## Gobierno y administración
El gobierno del municipio está a cargo de su Ayuntamiento, que es electo mediante voto universal, directo y secreto para un periodo de tres años que no son renovables para el periodo inmediato posterior pero sí de forma no continua. Está integrado por el presidente municipal, un síndico único y un regidor único, electo por mayoría relativa. Todos entran a ejercer su cargo el día 1 de enero del año siguiente a su elección.

### Subdivisión administrativa
Para su régimen interior, el municipio además de tener una cabecera y manzanas, se divide en rancherías y congregaciones, teniendo estas últimas como titulares a los subagentes y agentes municipales, que son electos mediante auscultación, consulta
ciudadana o voto secreto en procesos organizados por el Ayuntamiento.

### Representación legislativa
Para la elección de diputados locales al Congreso de Veracruz y de diputados federales al Congreso de la Unión, el municipio se encuentra integrado en el Distrito electoral local XVII Medellín con cabecera en la ciudad de Medellín y el Distrito 13 con cabecera en la ciudad de Huatusco.